# Szlovák kopó
A szlovák kopó egy kopófajta.

## Történeti áttekintés
Ősi szlovák fajta, bár tenyésztése a második világháború után kezdődött. A fajtastandard 1963-ban lett elfogadva. Csehszlovákia kettéválása óta a szlovákok nagyon büszkén vállalják fel maguknak a szlovák kopót. Az utóbbi időben más országokban is növekvő népszerűségnek örvend.

## Felhasználás
Szlovákia legsokoldalúbb vadászkutyája, kiváló csapázó, kajtató és apportírozó. Vaddisznó keresésére és kisebb vadak irtására egyaránt használják.

## Jellemzői
Jó felépítésű, izmos eb. Kiváló tájékozódási képessége van, ugyanakkor jó őrkutya. Természete eléggé hasonlít a dobermannéhoz, bár nincs sok köze a két fajtának. Fiatalkorában nehéz féken tartani, provokatív és szertelen. A kanok különösen igénylik a szigorú nevelést. Ahogy felnőnek, bemutatkozik kiváló vadászösztönük is. Szemszíne sötétbarna, füle lelóg. Szőre 2–5 cm hosszú, aránylag vastag. Színe fekete; a lábain vörösesbarna, illetve mahagóni jegyekkel.

## Méretei
Marmagasság: 45–50 cm (kan), 40–45 cm (szuka)
Testtömeg: 15–20 kg